# Mihimalogy
『mihimalogy』（ミヒマロジー）はmihimaru GTの5枚目のオリジナルアルバム。2010年2月24日にリリースされた。

## 解説
- 4thアルバム『mihimarise』以来、約1年9ヶ月ぶりのオリジナルアルバム。
- 収録シングルは、18thシングル「泣き夏」から23rdシングル「Love Letter」までと、mihimaru GTオリジナルアルバム史上最多となる6枚のシングル曲を収録。さらに「幸せになろう」のカップリング曲「777 feat. ET-KING」も同時に収録されており、既存の曲が7曲も入るという結果になった。
- このアルバムはバラード曲が多いとhirokoがラジオで明言している。
- 今回のアルバムの裏面にはmihimaru GT本人の写真があり、これはオリジナルアルバムを通じ、初めてのことである（いつもなら絵）。
- 初回限定盤はオリジナルアフロキャップ付き（初回限定盤A）とDVD付（初回限定盤B）の2種類がある。

## 収録曲
1. Theme of mihimaLIVE3
2. アン♥ロック
22ndシングル。テレビドラマ『猿ロック』主題歌。
3. 777 feat. ET-KING
19thシングル「幸せになろう」のカップリング曲。
4. 幸せになろう
19thシングル。テレビドラマ『上海タイフーン』主題歌。
5. サヨナラは言わなかった feat. 光永亮太
6. SIGNAL
7. す・か・ん・く
8. Switch
20thシングル。「世界卓球2009 横浜」テーマソング、イオン「YUKATA&MIZUGI MAGIC」CMソング。
9. Love Letter
23rdシングル。映画『猿ロック THE MOVIE』主題歌。
10. とろけちゃうダンディ〜
21stシングル。『スッキリ!!』テーマソング。
11. 泣き夏 with SOFFet
18thシングル。
12. 道しるべ
映画『猿ロック THE MOVIE』エンディングテーマ。

Bonus Track
1. ラジマルGT 傑作トーク集 part2. with 古坂大魔王
2. ドス恋 feat. 古坂大魔王
ABCラジオ『征平・あさおのどす恋ラジオ』テーマソング。

### DVD（初回限定盤Bのみ）
- 「年末ジャンボ宝イウ '09〜みひっと牛ーッと搾りたて」より2009年12月23日にパシフィコ横浜で行われた公演のうち以下の内容を収録

1. Amethyst
2. miyake部屋 hiroko部屋
3. とろけちゃうダンディ〜

- Video Clip

1. 泣き夏
2. 幸せになろう